# Lexificador
Um lexificador é a língua que fornece a base para a maioria do vocabulário (léxico) de uma língua pidgin ou crioula. Frequentemente esta língua é também a dominante, ou língua superestrata, embora este nem sempre seja o caso, e pode ser vista na histórica língua franca mediterrânea. Em línguas mistas, não há superestratos ou substratos, mas dois ou mais adstratos . Um adstrato ainda contribui com a maioria do léxico na maior parte dos casos, e seria considerado o lexificador. No entanto, não é a língua dominante, pois não existe nenhuma no desenvolvimento de línguas mistas, como em michif.

## Exemplos
- Inglês é o lexificador de línguas crioulas baseadas em inglês, como: 
  - Patois jamaicano[3]
  - Crioulo belizenho[4]
  - Crioulo da Costa do Mosquito[5]
  - Inglês crioulo de San Andrés[6]
  - Inglês coloquial de Singapura, também conhecido como "Singlish"
- Francês é o lexificador de línguas crioulas baseadas em francês, como: 
  - Crioulo antilhano[7]
  - Crioulo da Guiana Francesa[8]
  - Crioulo haitiano[9]
  - Crioulo da Louisiana[10]
  - Crioulo mauritano[11]
  - Crioulo de Reunião[12]
- Português é o lexificador de línguas crioulas baseadas em português, como: 
  - Crioulo cabo-verdiano[13]
  - Português crioulo de Korlai[14]
  - Português crioulo da Malásia[1]
  - Papiamento
- Espanhol é o lexificador de línguas crioulas baseadas em espanhol, como: 
  - Chavacano[15]
  - Palenquero[16]
- Holandês é o lexificador de línguas crioulas baseadas em holandês, como: 
  - Negerhollands[17]
  - Crioulo holandês de Berbice[18]
- Zulu é o lexificador de línguas pidgins baseadas em zulu, como: 
  - Fanagalo[19]